# Palacete Tiradentes
O Palacete Tiradentes está localizado na cidade de Pindamonhangaba, no estado de São Paulo.

## Histórico
Inaugurada em 1864, o palacete foi projetado por Francisco Pereira de Carvalho para servir como casa de câmara e cadeia até o ano de 1913. Posterirmente passou a sediar a Escola de Farmácia e Odontologia até o ano de 1928, quando passou a abrigar o Externato São José, funcionando no local até o ano de 1976. De 1976 a 2009, funcionou no local a câmara municipal de Pindamonhangaba.
O edifício passou por reformas e foi reinaugurado no ano de 2014 para abrigar a Academia Pindamonhangabense de Letras, o Departamento de Cultura e Turismo e a Corporação Musical Euterpe.
O Departamento de Turismo ocupa a sala localizada no térreo, à direita. No salão ao lado esquerdo, funciona a sede da Academia Pindamonhangabense de Letras, enquanto no primeiro andar, à direita, está a sede da Corporação Musical Euterpe e, à esquerda, se localiza a sede do Departamento de Cultura da Prefeitura.